# おたっきぃ佐々木
おたっきぃ佐々木（おたっきぃささき、本名：佐々木 伸（ささき しん）、1969年（昭和44年）10月10日 - ）はラジオディレクターおよびパーソナリティー。ライトニングスカーレット（解散）の元・代表取締役。愛称は「おたささ」。

## 来歴
東京都目黒区出身。攻玉社高等学校、法政大学文学部英文学科卒業。実家は自由が丘で焼鳥屋を営んでいる。
大学在学中にセガに内定を受けるが、留年により内定を辞退。その後、1991年（平成3年）に文化放送系列の番組制作会社セントラルミュージック (JCM) に入社。当初は一般の番組でADとして下積みをしていたが、上司の「佐々木、アニメとか好きなんだって？」という一言をきっかけとして、1993年春より『MADARA転生編』のADを担当。同年10月、國府田マリ子パーソナリティの『ツインビーPARADISE』でディレクターデビューを果たし、その後多数のアニメ系ラジオ番組（文化放送A&Gゾーン）のディレクターを手がける。
『ツインビーPARADISE』中期からは「おたっきい佐々木ファンクラブ」のコーナーで番組内にも登場、そこから各種メディアにも登場するようになる。
1997年10月には、文化放送のアニラジ『超機動放送アニゲマスター』のパーソナリティに抜擢される。彼にとってラジオパーソナリティとしてのデビュー作となったこの番組は、2004年3月に終了するまで6年半にわたり続いた長寿番組となった。
1998年にテレビ東京の番組｢渋谷でチュッ!｣を一般人に交じって観覧している様子が未公開集で流された。奇抜な格好をしていたからか｢こう見えても偉い人｣のテロップが入っていた。
キッズステーションで放送されていたアニメ情報番組『アニメぱらだいす!』の司会を野川さくらと一緒に担当していたことがある。
2005年以降、ラジオ業界の一線からは退き、家業を継ぐ傍ら、地元である自由が丘のクラブ「ACID PANDA CAFE」（その後渋谷に移転後、閉店）の月例イベント「聖子changの昭和ボンクララウンジ」で、昭和アニソンDJ「撲殺先輩」として活動している。なお2011年8月よりラジオ大阪の『がちヨミ!デコよみ!?』で、ラジオDJとしても復帰した。2017年1月から、株式会社MFSに所属し、ラジオディレクターとして活動することを自身のFacebookで発表した。

## 手がけた作品・番組

### ラジオ
放送が終了した主な番組
- ツインビーPARADISE（文化放送：1993年10月 - 1994年4月、1994年10月 - 1995年4月、1996年4月 - 1997年3月）
- 久川綾のSHINY NIGHT（文化放送：1995年。途中で降板）
- 井上喜久子のトワイライトシンドローム（文化放送：1995年4月 - 10月）
- もっと!ときめきメモリアル（文化放送：1995年4月 - 1996年3月）
- 井上喜久子の瑠璃色アクアリウム（文化放送：1995年10月 - 1996年3月）
- かきくけ喜久子のさしすせSonata（文化放送：1998年10月 - 1999年3月）
- ヴェクトライダーズRadio Someday…（文化放送：1998年10月 - 1999年3月）
- ヘキサムーンガーディアンズ 喜久子・麻里安のお月様にお願い（文化放送：1999年10月 - 2000年）
- メルティランサー 緒方恵美の銀河にほえろ!（文化放送：1996年4月 - 1998年4月、立ち上げ後1年ほどでディレクター降板）
- 超機動放送アニゲマスター（文化放送：1997年10月 - 2004年3月、2017年11月特番、ラジオパーソナリティデビュー作）
- ラジオ・スーパーロボット魂（文化放送：1998年4月 - 1999年4月）
- 智一・美樹のラジオビッグバン（文化放送：1999年4月 - 2003年3月頃までディレクター）
- ぴたぴたエンジェル♪（ラジオ大阪、文化放送、東海ラジオ：2002年4月 - 2002年10月）
- ぴたぴたエンジェル♪A（ラジオ大阪、文化放送、東海ラジオ：2002年10月 - 2003年3月）
- ちよれんちゃんねる♪（ラジオ大阪：2002年7月 - 12月）
- 音速♪ひとみしりちゃんねる（ラジオ大阪、TBSラジオ：2003年7月 - 9月）
- 君のぞらじお（ラジオ大阪、TBSラジオ：2003年10月 - 2005年4月）
- 裕佳梨と玲子のおやすみgood sleep（アニスタ.TV：2005年2月 - 9月、ディレクター兼パーソナリティ）
- がちヨミ!デコよみ!?（ラジオ大阪：2011年8月 - 2012年1月）
- あませらげ!東京!（文化放送：2014年1月11日 - 7月5日）

### テレビ
現在、放送中の主な番組
- オオクボルミオンライン（声優グランプリチャンネル：2015年10月28日 - ）
- 杉山紀彰のここだけのはなし（ニコニコ生放送：2017年4月 - 、ディレクター）[7]
- Shizucafe ～石上の宵処～（FRESH!：2017年5月 - ）
- 高森重戦舎（FRESH!：2017年5月 - ）
- 中島由貴と愛原ありさのまんなかあいらんど（ニコニコ生放送：2017年7月 - 、ディレクター兼構成）[8]
- 土岐隼一・熊谷健太郎のトキをかけるクマ（ニコニコ生放送：2017年8月 - 、ディレクター）[7]
- 指出毬亜と河野ひよりの「り」系ラジオ（ニコニコ生放送：2017年11月 - 、ディレクター兼構成）[7]
- 小林大紀・土田玲央のツイートーク（ニコニコ生放送：2017年11月 - 、ディレクター）[7]
- おたっきぃ佐々木と天海由梨奈のやっぱ、アニメでしょう（ニコニコ生放送：2017年11月 - 、出演）
- 山口立花子＆楠田亜衣奈 今チェキAR（ニコニコ生放送：2017年12月 - 、ディレクター兼構成）[7]

放送が終了した主な番組
- アニメぱらだいす!（キッズステーション、2001年10月〜2006年3月・野川さくらと一緒に司会を担当）
- アギュー
- itv教育
- 檄!!動画塾
- サルもえ♪〜サルでもわかる萌え教室〜

### ゲーム
- いつか、重なりあう未来へ（プレイステーション用ソフト、1998年、ソニー・ミュージックエンタテインメントより発売）

### アニメ
- Fragile Hearts「こわれもの」シリーズ（原作・脚本）（ソフトオンデマンド）

### 書籍
- フッ完全おたくマニュアル（ワニブックス 1997年 ISBN 978-4847032486）

### イベント
- DREAM POWER 2001（2001年開催、文化放送A&Gのイベント）
- TOKYO ANIMESONG STATION（2002年10月開催、司会＆プロデューサー）

### 歌唱
- たたかえ アニゲマスター
  - 池澤春菜、菊池志穂も歌唱参加
- DREAM AGAIN
- dream power-翼なき者たちへ- A・G・A・S
  - メンバーの一人

※ 全曲、作詞も担当

### 作詞
- power of love 石田燿子（作曲：奥井雅美）
  - 単独作ではなく、石田と共作